# Blanca Alejo
Blanca Alejo (* 16. März 1962) ist eine dominikanische Tischtennisspielerin. Sie nahm an den Olympischen Spielen 1988 und 1996 teil.

## Werdegang
Bei beiden Olympiateilnahmen trat Blanca Alejo nur im Einzelwettbewerb an, es gelang ihr kein Sieg. 1988 in Seoul verlor sie fünf Spiele, womit sie auf dem geteilten letzten Platz 41 landete. In Atlanta 1996 musste sie drei Niederlagen hinnehmen, was den geteilten letzten Platz 49 zur Folge hatte.

## Spielergebnisse
- Olympische Spiele 1988 Einzel[1]
  - Siege: -
  - Niederlagen: Jiao Zhimin (China), Mariann Domonkos (Kanada), Edit Urbán (Ungarn), Diana Gee (USA), Olena Kovtun (Sowjetunion)
- Olympische Spiele 1996 Einzel[2]
  - Siege: -
  - Niederlagen: Chire Koyama (Japan), Irina Palina (Russland), Jana Dobešová (Tschechoslowakei)